# Michel-Mathieu de Clercx de Waroux

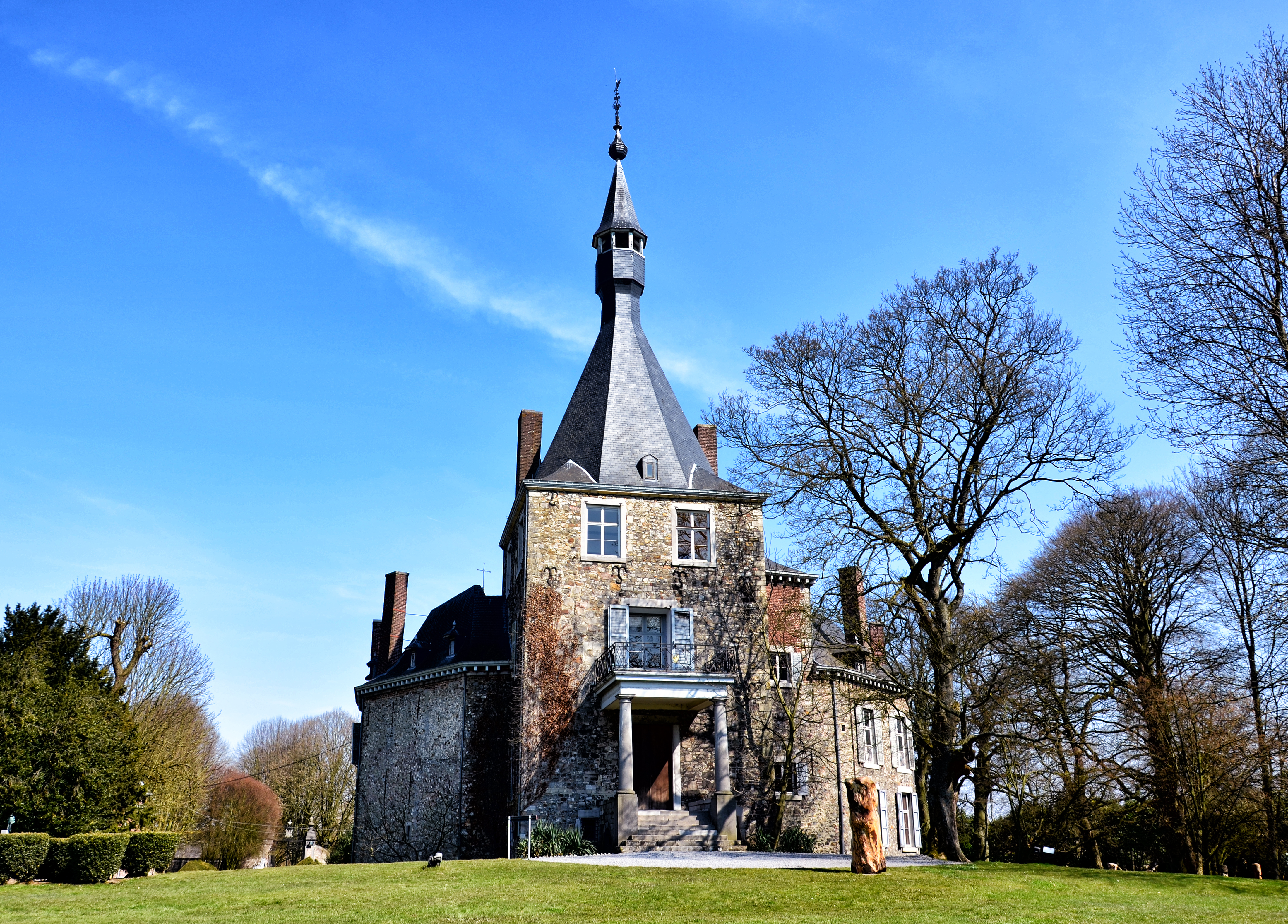
Kasteel van Waroux

Michel-Mathieu de Clercx de Waroux (Luik, 21 juli 1763 - Alleur, 21 juli 1823) was een edelman uit het prinsbisdom Luik.

## Levensloop
Michel Clercx behoorde tot een familie afkomstig uit Hasselt, die zich in het Luikse had gevestigd. 
Tegen het einde van de zeventiende eeuw verkocht de familie de Merode de heerlijkheid en het kasteel van Waroux aan een lid van de familie de Clercx. Deze familie behield het kasteel in eigendom tot in 1925.
Michel was een zoon van Jean-Guillaume de Clercx en Marguerite de Hayme. Jean-Guillaume was heer van Aigremont, Waroux, Les Awirs, en procureur ('haut avoué') voor Haspengouw. Zelf trouwde Michel met Marie-Elisabeth de Grady de la Neuville (1762-1832). Ze hadden drie zoons en een dochter.
Onder het ancien régime was Michel heer van Waroux en raadsheer bij de Kamer van Financies van het prinsbisdom. Wat zijn activiteiten waren tijdens de revolutiejaren is onduidelijk. 
Hij emigreerde alvast niet, zoals wordt aangetoond door de geboorte van zijn kinderen in Luik tussen 1787 en 1794. Onder het Franse keizerrijk werd hij in 1808 burgemeester van Alleur. En onder het Verenigd Koninkrijk der Nederlanden werd hij lid van de Provinciale Staten van Luik.
In 1816 verkreeg hij erkenning in de erfelijke adel en benoeming in de Ridderschap van de provincie Luik.

## Nageslacht
- Guillaume de Clercx (1787-1860) trouwde met Marie-Sophie de Thier (1796-1867). Ze kregen tien kinderen van wie de meesten jong stierven of vrijgezel bleven. Onder hen:
  - Alfred de Clercx (1821-1868), burgemeester van Alleur.
  - Michel de Clercx (1823-1898), burgemeester van Alleur.
- Leonard de Clercx (1794-1865), broer van Guillaume, burgemeester van Alleur.

In 1913 was de familie in mannelijke lijn uitgestorven. In 1930 verkreeg Emmanuel Frésart, wiens moeder een de Clercx was, de vergunning om aan Frésart de naam de Clercx de Waroux toe te voegen. Het was toen al duidelijk dat de naamdragers zouden uitdoven.